# Stazione di Bellante-Ripattone
La stazione di Bellante-Ripattone è una fermata ferroviaria, posta sulla linea Teramo-Giulianova, a servizio del territorio comunale di Bellante, tra cui la frazione di Ripattoni.

## Strutture e impianti
L'impianto è gestito da Rete Ferroviaria Italiana. La fermata è servita da un unico binario. In passato vi era anche un binario tronco che serviva il magazzino merci; al 2018, a testimonianza dello scalo merci è rimasto solo il piano caricatore.

## Movimento
Effettuano fermata presso la stazione i treni regionali gestiti da TUA e Trenitalia nell'ambito del contratto di servizio stipulato con la Regione Abruzzo.
Al 2007, l'impianto risultava frequentato da un traffico giornaliero medio di 19,5 persone.